# Décembre 1901

## Événements
- 2 décembre, États-Unis: King Camp Gillette dépose le brevet d'un appareil à raser à lames interchangeables.
- 6 décembre, Amérique du Sud : aggravation du conflit andin entre l'Argentine et le Chili.

- 10 décembre, Suède : à Stockholm, remise des premiers prix Nobel.
  - Prix Nobel de physique : Wilhelm Conrad Röntgen (Allemagne).
  - Prix Nobel de chimie : Jacobus Henricus van 't Hoff (Pays-Bas).
  - Prix Nobel de physiologie ou médecine : Emil Adolf von Behring (Allemagne).
  - Prix Nobel de littérature : Sully Prudhomme (France).
  - Prix Nobel de la paix : Henri Dunant et Frédéric Passy (France).

- 12 décembre, techniques : Guglielmo Marconi basé à Terre-Neuve, reçoit un message radio de l'autre bord de l'Atlantique.

- 20 décembre, Afrique : achèvement du chemin de fer de l’Ouganda.

- 21 décembre, politique : en Norvège, des femmes votent pour la première fois (aux élections locales). Il faut payer 300 (à la campagne) à 400 (en ville) couronnes minimum pour avoir le droit de vote.
- 24 décembre, Allemagne  : publication de l’Iskra (« l’Étincelle ») à Leipzig par le groupe constitué par Lénine, Martov, Potressov, Plekhanov, Axelrod et Véra Zassoulitch, pour lutter contre l’économisme (la limitation des revendications ouvrières au seul terrain de l’économie) et créer une structure de comités clandestins en Russie.

- 26-30 décembre, sionisme : 5e Congrès sioniste à Bâle, et création du Fonds national juif, chargé de l'achat des terres en Palestine. Création du Keren Kayemeth LeIsraël (K.K.L.), base du domaine foncier public israélien.

- 29 décembre, Canada : Arthur Peters devient premier ministre de l'Île-du-Prince-Édouard, remplaçant Donald Farquharson.

## Naissances
- 5 décembre :
  - Walt Disney, producteur et réalisateur de dessins animés américain († 15 décembre 1966).
  - Werner Heisenberg physicien, lauréat du prix Nobel de physique en 1932 († 1 février 1976).
- 9 décembre : Jean Mermoz, aviateur français († 7 décembre 1936).
- 10 décembre : Marin-Marie, écrivain et peintre français († 11 juin 1987).
- 13 décembre : Paolo Dezza, jésuite et cardinal italien († 17 décembre 1999).
- 14 décembre : Henri Cochet, joueur de tennis français († 2 avril 1987).
- 16 décembre: Margaret Mead, anthropologue américaine († 15 novembre 1978).
- 22 décembre : Georges Truffaut, homme politique belge († 3 avril 1942).
- 27 décembre :
  - Marlène Dietrich, actrice allemande († 6 mai 1992).
  - Stanley William Hayter, peintre britannique († 4 mai 1988).

## Décès
- 14 décembre : Eugène Viollat,  peintre français (° 15 juin 1830).
- 23 décembre : Charles d'Abbadie d'Arrast, homme politique français (° 15 décembre 1821).